# Зав'яловська сільська рада (Зав'яловський район)
Зав'я́ловська сільська рада (рос. Завьяловский сельский совет) — сільське поселення у складі Зав'яловського району Алтайського краю Росії.
Адміністративний центр — село Зав'ялово.

## Населення
Населення — 6718 осіб (2019; 7153 в 2010, 7748 у 2002).

## Склад
До складу сільської ради входять:
| Населений пункт           | Населення, осіб (2002) | Населення, осіб (2010) |
| ------------------------- | ---------------------- | ---------------------- |
| Зав'ялово, село           | 7451                   | 6928                   |
| Краснодубровський, селище | 297                    | 225                    |